# Special Holynight
《Special Holynight》는 우에하라 아즈미의 두 번째 싱글이다. 2001년 12월 5일 GIZA Studio에서 발매하였다.

## 개요
자신이 직접 출연한 NTT DoCoMo《M-stage music》의 CM송으로 사용되었다.
우에하라 아즈미 노래 중에서 유일한 크리스마스 송이다.
작사는 GARNET CROW의 멤버이자 작사가인 아즈키 나나와 공동으로 했으며, 작곡은 전작과 같이 오오노 아이카가 맡았다. (커플링 곡 〈fly away〉는 우에하라 본인이 단독으로 작사하였으며, 작곡은 전작과 같이 FEEL SO BAD의 멤버인 카와시마 다리아가 맡았다.)

## 수록곡
1. Special Holynight
작사：우에하라 아즈미, 아즈키 나나 / 작곡：오오노 아이카 / 편곡：오시로 쿠론
2. fly away
작사：우에하라 아즈미 / 작곡：카와시마 다리아 / 편곡：오시로 쿠론
3. Special Holynight ~sukina hito to aitaitoki remix~
작사：우에하라 아즈미,아즈키 나나 / 작곡：오오노 아이카 / 리믹스：Knock-ouT70
4. Special Holynight ~odori akasou remix~
작사：우에하라 아즈미,아즈키 나나 / 작곡：오오노 아이카 / 리믹스：night clubbers
5. Special Holynight ~Instrumental~

## 차트 성적
- 최고순위 19위 (오리콘)